# Bataille des Sables-d'Olonne (1809)
 (mai 2012).
Si vous disposez d'ouvrages ou d'articles de référence ou si vous connaissez des sites web de qualité traitant du thème abordé ici, merci de compléter l'article en donnant les références utiles à sa vérifiabilité et en les liant à la section « Notes et références ».
Pour les articles homonymes, voir Bataille des Sables-d'Olonne.
Cinquième Coalition
Batailles
Campagne d'Allemagne et d'Autriche
- Sacile
- Teugen-Hausen
- Raszyn
- Abensberg
- Landshut
- Eckmühl
- Ratisbonne
- Neumarkt
- Radzymin (en)
- Caldiero
- Dalmatie
- Ebersberg
- Piave
- Malborghetto
- Linz (en)
- Essling
- Sankt Michael
- Stralsund
- Raab
- Gratz
- Wagram
- Korneuburg
- Stockerau
- Gefrees (en)
- Hollabrunn
- Schöngrabern (en)
- Znaïm
- Ölper

Batailles navales
- Martinique
- Sables-d'Olonne
- Île d'Aix
- Walcheren
- Lissa
- Pelagosa

Campagne de l'île Maurice
- Sainte-Rose
- Saint-Paul
- Île Bonaparte
- Grand Port
- Île de France
- Tamatave

Campagne d'Espagne
Rébellion du Tyrol
La bataille des Sables-d'Olonne met aux prises, le 24 février 1809, une division de 3 frégates françaises (La Calypso, la Cybèle & l'Italienne) à une partie de l'escadre de blocus britannique.

## Déroulement
En février 1809, deux divisions britanniques, fortes chacune de quatre vaisseaux et de plusieurs frégates, bloquaient les rades de Lorient et de l'île d'Aix ; le contre-amiral Willaumez reçut l'ordre d'appareiller, de se porter sur Lorient, d'attaquer l'ennemi et de se faire rallier par la division mouillée dans ce port, et que le capitaine Amable Troude commandait. Willaumez partit donc de Brest le 21 avec huit vaisseaux et deux frégates, et parut le soir devant Lorient ; mais la marée empêcha la sortie du capitaine Troude, et l'escadre de Brest n'était plus en vue, quand les frégates la Cybile, l'Italienne et la Calypso prirent la mer. Les frégates viennent de Lorient et cherchent à rallier la flotte française devant Rochefort.
Cette petite division sous les ordres de Pierre Roch Jurien de La Gravière arrive le 24 février à la pointe de Locmaria de Belle-Île-en-Mer : aussitôt deux corvettes britanniques, mouillées dans la baie de Quiberon, mettent sous voiles et la suivent, et, quelques heures après, la vigie de la Calypso signale cinq vaisseaux et une frégate se dirigeant sur Lorient. Pendant toute la nuit, la frégate britannique et l'une des corvettes observent les frégates françaises, ayant sur celles-ci l'avantage du vent.
Au point du jour, Jurien de La Gravière est en vue de la tour de la Baleine, lorsqu'il aperçoit plusieurs vaisseaux au vent qui ne répondent pas aux signaux qu'on leur fait. Ce sont la frégate et la corvette britanniques qui laissent arriver pour venir passer à poupe de la Cybèle qui était un peu sous le vent ; alors l'Italienne, que monte le capitaine Jurien de La Gravière, vire de bord pour soutenir cette frégate déjà engagée avec les Britanniques. Le commandant Jurien de la Gravière choisit de chercher refuge dans la rade des Sables-d'Olonne, en Vendée.

« On voyait, dit le rapport au contre-amiral, des vaisseaux sous le vent, et ceux du vent qui nous chassaient nous avaient considérablement approchés. La certitude d'être bientôt atteints, nous décida à mouiller aux Sables-d'Olonne ; à neuf heures et un quart nous laissâmes toucher l'ancre, en faisant combossure ; à neuf heures et demie, trois vaisseaux, deux frégates et une corvette vinrent nous y attaquer, un vaisseau de quatre-vingt vint mouiller par mon bossoir de tribord, à demi-portée de pistolet, et les autres bâtiments se tinrent sous voiles à petite portée de fusil. »

Les Britanniques, sous le commandement de l'amiral Robert Stopford, n'hésitent pas à braver les hauts-fonds et risquer l'échouage pour engager les navires français. Il s'agit de 3 navires de ligne, de tirant d'eau bien supérieur à celui des frégates françaises. Il y a le HMS Caesar (80 canons), le HMS Defiance et le Donegal (74 canons).
Le combat devient alors terrible, les câbles de l'Italienne et de la Cybèle sont coupés, le feu est mis à ces frégates par les boulets de l'ennemi ; et la Calypso, qui, pour ne pas couvrir le feu de l'Italienne, avait filé du câble, s'échoue, mais cet événement ne retarde pas le feu des trois frégates françaises.
Le vaisseau britannique de 80 cesse son feu et se retire, après un combat de trois heures, en talonnant sur les roches ; sa poupe n'offre plus alors qu'une vaste embrasure. Son capitaine avait été tué. Les autres vaisseaux qui se trouvaient en panne sont très-maltraités par les frégates et les forts. Après ce combat, le capitaine Jurien entre dans le Port des Sables-d'Olonne ; il avait 64 hommes de son équipage tués et 47 blessés.
Le combat va durer près d'une heure et demie. Les frégates ripostent crânement aux bordées britanniques. La marée descendante va forcer les Britanniques à une retraite précipitée.
Les Français présentent l'affaire comme une victoire, ayant mis en fuite leurs adversaires. Mais la Cybèle, irréparable, sera démolie. Les deux autres frégates, jugées inaptes, seront vendues.
Chez les Britanniques, seul le HMS Defiance est endommagé, s'étant échoué en présentant sa poupe aux canons de l'Italienne.